# Битва у Циветота
Битва у Цивето́та произошла в 1096 году и положила конец Крестьянскому крестовому походу.
После катастрофической для крестоносцев осады Ксеригордона двое турецких шпионов пустили слух, что немцы, занявшие Ксеригордон, захватили и Никею, что вызвало волнение среди крестоносцев, желавших поскорее добраться до города и принять участие в мародерстве. Турки устроили засаду на пути к Никее. Петр Амьенский уехал в Константинополь для организации снабжения и должен был вернуться в ближайшее время. Большинство лидеров крестоносцев собирались ждать его возвращения. Тем не менее, Жоффруа Бюрель заявил, что ожидание в данной ситуации равноценно трусости, и следует выдвигаться против турок немедленно. Его позиция в итоге возобладала, и в первой половине дня 21 октября 20-тысячная армия выступила в поход на Никею, оставив женщин, детей, стариков и больных в лагере.
В трёх милях от лагеря, где дорога проходила через узкую лесистую долину возле села Дракон, крестоносцев ожидала турецкая армия. При приближении к долине крестоносцы были подвергнуты обстрелу. В толпе возникла паника, и в течение нескольких минут армия в полной дезорганизации побежала обратно в лагерь. Большинство крестоносцев были убиты (свыше 60 тысяч, по некоторым сведениям), однако женщины, дети, и те, кто сдался, были спасены. Три тысячи, в том числе Жоффруа Бюрель, смогли укрыться в заброшенном замке, который вскоре был осаждён добивавшими крестоносцев сельджуками. В конце концов византийцы под командованием Константина Катакалона смогли снять осаду и спасти уцелевших. Лишь несколько тысяч крестьян-крестоносцев вернулись в Константинополь.